# Regione di Savannah
La regione di Savannah (ufficialmente Savannah Region, in inglese) è una regione del Ghana, il capoluogo è la città di Damongo.
La regione è stata costituita nel 2019 smembrando una parte della regione Settentrionale.

## Distretti
La regione è suddivisa in 7 distretti
| Distretto                           | Capoluogo | Tipo                 |
| ----------------------------------- | --------- | -------------------- |
| Distretto di Bole                   | Bole      | Distretto ordinario  |
| Distretto di Gonja Centrale         | Buipe     | Distretto ordinario  |
| Distretto municipale di Gonja Est   | Salaga    | Distretto municipale |
| Distretto di Gonja Nord             | Daboya    | Distretto ordinario  |
| Distretto di Gonja Nord Est         | Kpalbe    | Distretto ordinario  |
| Distretto di Sawla-Tuna-Kalba       | Sawla     | Distretto ordinario  |
| Distretto municipale di Gonja Ovest | Damongo   | Distretto municipale |